# マティアス・フラキウス・イリリクス
マティアス・フラキウス・イリリクス（Matthias Flacius Illyricus、1520年3月3日－1575年3月11日）は、16世紀スラブ系のルター派神学者・歴史家。

## 経歴
イストリア半島のアルボナ（現在のクロアチア領ラビン）の出身。ヴェネツィアで人文主義教育を受けた後、17歳でフランチェスコ会に入って修道士になることを志し、伯父である修道院長バルド・ルペティーノ（Baldo Lupetina）に相談する。だが、秘かにマルティン・ルターの考えに共鳴していた伯父はドイツにて神学を学ぶように勧めた（後にルペティーノはルター派の信仰を告白して処刑されることになる）。彼はバーゼル・テュービンゲンを経てヴィッテンベルクに至り、ルターやその盟友であるフィリップ・メランヒトンの面識を得る。その頃のフラキウスは抑うつ症に苦しんでいたが、ルターの義認論に接することでこれを克服し、1539年19歳の時に正式にルター派に改宗した。24歳の時にはヴィッテンベルク大学のヘブライ語教授に抜擢された。
ところが、ルターの死後の1548年に成立したアウクスブルク仮信条協定やライプツィヒ仮信条協定を巡り、これを推進しようとするメランヒトンをカトリックに対して妥協的でルターの教えから逸脱していると批判したためにヴィッテンベルク大学にいられなくなり、マクデブルクに逃れて印刷所の管理人となった。マクデブルクには仮信条協定に反発する人々が集まり、後に「純正ルター派」と称される反対派の一大拠点となり、フラキウスはその指導者として仰がれるようになった。
フラキウスは言語学のみならず、解釈学や教会史の分野でも卓越した才能を発揮した。彼はカトリックやメランヒトン派との神学論争を通じて、ルターの立場に沿って改めて聖書や教会の位置づけを行うべきとの考えを持つようになった。フラウキスは1552年頃より、教会が使徒時代から今日の堕落と再生（宗教改革）までの歴史を書く構想を明かしてその準備に入った。その構想の具体化するのは自身を含めた5人の執筆・監修者を決定した1554年になってからである。だが、フラウキスとの宗教的な見解の対立などから監修・執筆者の辞任と補充が何度も繰り返された。また、多くの重要史料をカトリック側が握っているという状況下での史料収集も困難を極めた（しかもそれらはヨーロッパ各地に分散していた）。彼が主導した『マクデブルクの諸世紀教会史』（Ecclesiastica Historia, integram Ecclesiae Christi ideam, quantum ad Locum, Propagationem, Persecutionem, Tranquillitatem, Doctrinam, Hæreses, Ceremonias, Gubernationem, Schismata, Synodos, Personas, Miracula, Martyria, Religiones extra Ecclesiam, & statum Imperii politicum attinet, secundum singulas Centurias, perspicuo ordine complectens: singulari diligentia & fide ex vetustissimis & optimis historicis, patribus, & aliis scriptoribus congesta: Per aliquot studiosos & pios viros in urbe Magdeburgicâ、en）は、1559年に第1巻が刊行され、1574年に13世紀を扱った第10巻が刊行されたが、前述の執筆陣の内紛から14世紀以後の担当者が決定できず、翌年にフラキウス自身が没したことから未完に終わった。とはいえ、それまでの通史的な方法ではなく、世紀単位で巻を分かち（ただし、第1巻は1-3世紀、第8巻は10・11世紀を扱う）、その中でテーマごとに章を立てるスタイルは当時としては斬新なものであった。また、この本の著述意図からして、ルターの考えに忠実であることを目指し、徹底的なカトリック批判を行ったために中立的な観点からは問題があった。それでも、4世紀にエウセビオスが『教会史』を刊行して以後、これまで古代からの一貫した教会史の本は存在したことが無かったこともあり、カトリック側にも衝撃を与えた。続いて、1567年には聖書の権威の源泉を解釈学の面から研究した『聖書の鍵』（Clavis Scripturae Sacrae seu de Sermone Sacrarum literarum）を刊行するなど、ルターの立場を擁護する多数の著作を刊行した。
だが、その強硬かる非妥協的な反カトリック的態度は、同じプロテスタントを含めて各方面に軋轢を生じさせた。このため、1557年にイエーナ大学の解釈学の教授に招かれたものの、4年後には大学を追われ、以後著作活動を続けながら家族とともにレーゲンスブルク・アントワープ・ストラスブールなど各地を転々とした。そして、1575年フランクフルトからも追放されることになるが、彼は既に病の身であり、間もなく同地にてこの世を去った。